# Prunus japonica

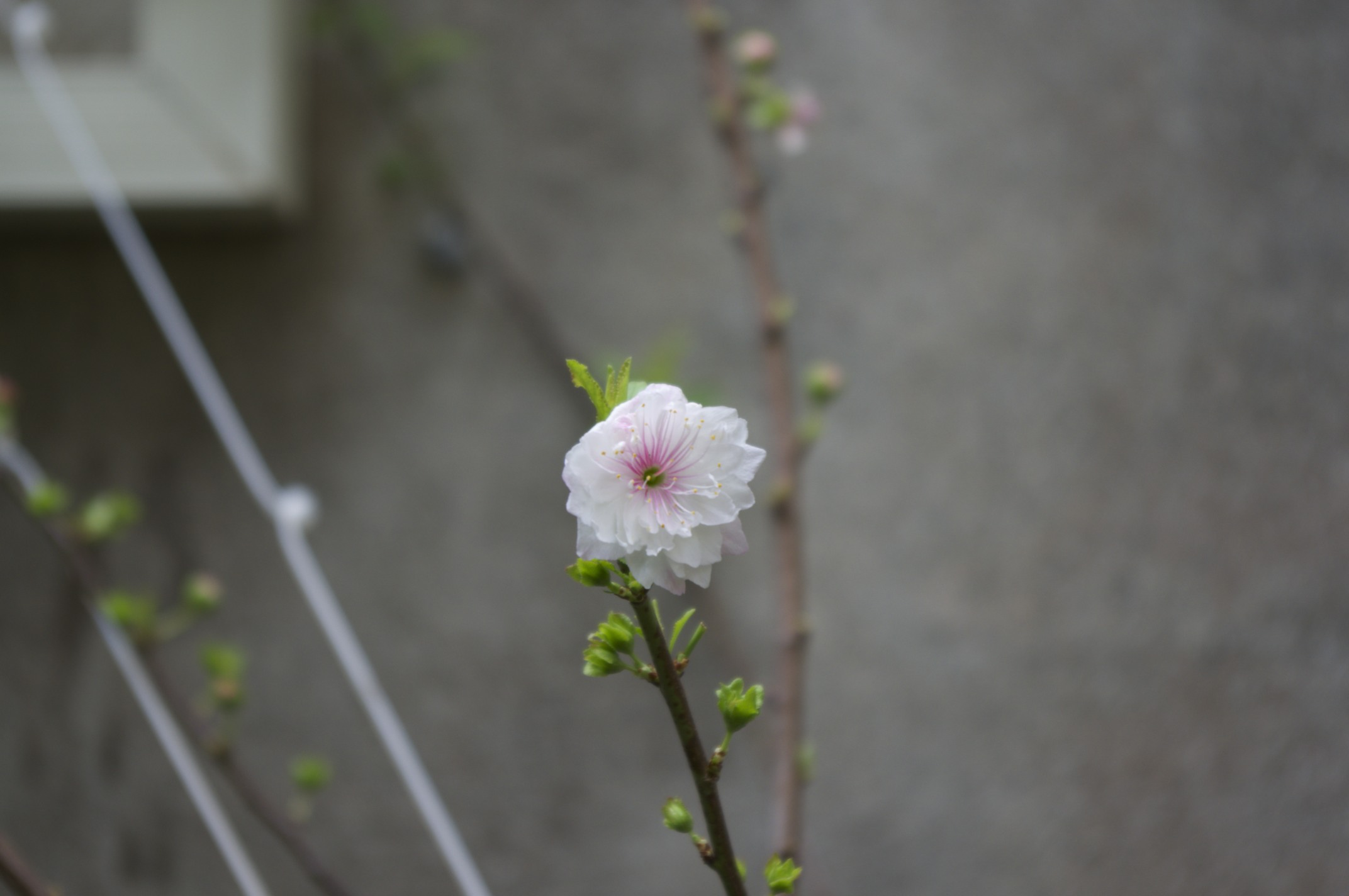
Florida

Prunus japonica (també dit Cerasus japonica) o cirerer arbustiu japonès és una espècie d'arbiust del gènere Prunus, molt cultivada com planta ornamental. Està distribuït des de la Xina central a Corea. P. maximowiczii, o cirerer Miyama, sovint també s'anomena cirerer arbustiu japonès.
Floreix al maig. Els seus fruits fan 14 mm i tenen un flaire dolç agradable. Se'n fan pastissos però el seu sabor és bastant agre.

## Interès medicinal
Es creu que els fruits contenen amigdalina i prunasina, com altres espècies del mateix gènere. Làcid hidrociànic que formen és verinós però en petites dosis poden estimular la respiració i millorar la digestió.
El pinyol de Prunus japonica és desobstructor, aperitiu, demulcent, carminatiu, diurètic, laxant, hipotensor, oftàlmic i lenitiu.

## Varietats
- P. japonica eujaponica
- P. japonica gracillima
- P. kerii
- P. japonica nakaii, originada a Manxúria